# IC 3830
IC 3830 је појединачна звијезда у сазвјежђу Береникина коса која се налази на листи објеката дубоког неба у Индекс каталогу.
Деклинација објекта је + 19° 50' 10" а ректасцензија 12h 50m 51,3s.